# Hipparchia apennina
Hipparchia apennina är en fjärilsart som beskrevs av Philipp Christoph Zeller 1847. Hipparchia apennina ingår i släktet Hipparchia och familjen praktfjärilar. Inga underarter finns listade i Catalogue of Life.